# Diga della Roggiasca
La diga della Roggiasca è una diga ad arco situata in Svizzera, nel Canton Grigioni, nel comune di Roveredo nella val Roggiasca.

## Descrizione
Inaugurata nel 1965, ha un'altezza di 68 metri e il coronamento è lungo 177 metri. Il volume della diga è di 32.000 metri cubi.
Il lago creato dallo sbarramento, il lago di Roggiasca, ha un volume massimo di 0,52 milioni di metri cubi, una lunghezza di 300 m e un'altitudine massima di 954 m s.l.m. Lo sfioratore ha una capacità di 140 metri cubi al secondo.
Le acque del lago vengono sfruttate dall'azienda Elettricità Industriale SA di Lostallo.